# Andrena chersona
Andrena chersona är en biart som beskrevs av Warncke 1972. Andrena chersona ingår i släktet sandbin, och familjen grävbin. Inga underarter finns listade i Catalogue of Life.